# 邵族老鷹傳說
邵族老鷹傳說，是台灣邵族神話中老鷹的誕生傳說，主要描述一名受到母親虐待的少女是如何變成老鷹復仇的過程。

## 傳說
過去邵族部落中有一個少女，她長期受到母親的虐待和使役、還不給飯吃，日子過得相當痛苦，但也迫於母親的威脅而不敢反抗。直到有一天，母親命令好幾天沒吃東西的她去湖邊提水，回來就給她吃鍋巴，然而當少女提水回來時，母親已經把鍋巴吃光了，氣急敗壞的少女終於忍無可忍，她將畚箕剖成兩半、插在腋下中變成了老鷹飛入空中消失不見，母親被眼前的情況嚇到了，連忙追出家門查看，一滴少女的眼淚剛好滴進了她的眼睛裡，不久那位母親就病死了。

### 其他版本
另有版本認為變成老鷹的小孩是因為懶惰被母親罵而生氣鬧彆扭，變成老鷹飛走了。

## 文化
因為傳說中老鷹是由族人的小孩變成的，傳統文化中邵族打獵時會避免傷害老鷹。